# Ховрино (Красноярский край)
Ховрино — упразднённая деревня в Козульском районе Красноярского края России. На момент упразднения входила в состав Новочернореченского сельсовета. Упразднена в 2001 году.

## География
Располагалась на левом берегу реки Белая (приток реки Большой Улуй) в близи её истока, на расстоянии приблизительно 11 километров (по прямой) к северо-востоку от поселка Новочернореченский.

## История
До 1961 года в деревне располагалось бригада колхоза имени Чапаева, затем бригада отделения № 5 совхоза имени Чапаева. С 1964 года, после разукрупнения совхоза, бригада второго отделения совхоза «Чернореченский».